# Sub Focus
Nick Douwma, más conocido como Sub Focus (Guildford, Reino Unido, 13 de abril de 1982) es un productor discográfico, DJ, músico y compositor británico de música electrónica. Ha estado produciendo música desde el 2003 y cuenta con tres álbumes de estudio. El 12 de octubre de 2009 lanzó su álbum homónimo Sub Focus, su segundo álbum "Torus" fue editado en septiembre del 2013 y tercer album "Evolve", fue lanzado el 12 de mayo de 2023.

## Trayectoria
En marzo de 2005 obtuvo su primer número uno en la lista de música dance del Reino Unido con "X-Ray / Scarecrow". Este sencillo alcanzó también el número 60 en el UK Singles Chart. En junio de 2008, se alzó con otro número uno en la lista dance británica con "Timewarp / Join the Dots". En septiembre de 2009, ingresaría por primera vez al Top 40 de la lista oficial de éxitos del Reino Unido con "Rock It / Follow the Light", alcanzando el número 38, y fue incluido en la Lista-B de reproducción de la BBC Radio 1. También ha remezclado a artistas como The Prodigy, Deadmau5, Rusko, Dr. Octagon, Empire of the Sun y Dizzee Rascal.
En 2010, Sub Focus hizo de artista soporte para la banda australiana de drum & bass Pendulum en su gira por Reino Unido para promocionar su tercer álbum Immersion. Al año siguiente, produjo la canción "Kickstarts" para el segundo álbum del rapero británico Example, Won't Go Quietly. En ese mismo año, colaboró con el dúo Chase & Status en el sencillo "Flashing Lights" incluido en el álbum No More Idols. En 2012, lanzó "Out the Blue" con las voces de Alice Gold y alcanzó el número 23 en el UK Singles Chart. Fue seguido por "Tidal Wave", con la colaboración del dúo de electropop Alpines llegando el puesto # 12 del Reino Unido. En 2013, "Endorphins" con la voz de Alex Clare alcanzó la décima posición en el Reino Unido siendo este lanzamiento el más exitoso como artista principal. En septiembre de 2013 lanzó su segundo álbum Torus, en el que contiene los sencillos editados desde 2011, incluyendo "Turn It Around", con las voces de Kele Okereke. Este sirvió como quinto sencillo del álbum alcanzando el número 14 en el Reino Unido.